# Dorothy Hansine Andersen
Dorothy Hansine Andersen (Asheville (North Carolina), 15 mei 1901 – New York, 3 maart 1963) was een Amerikaanse kinderarts en pathologe. Ze wordt beschouwd als de eerste arts die taaislijmziekte identificeerde en als ziekte beschreef.

## Biografie
Dorothy Andersen was de dochter en enig kind van Hans Peter Andersen, een Deense arts van het eiland Bornholm, en zijn echtgenote Mary Louise Mason. Na het vroege overlijden van haar vader in 1914 verhuisde de toen dertienjarige Dorothy met haar zieke, invalide moeder naar St Johnsbury in Vermont. Haar moeder overleed zes jaar later aan kanker.
In 1922 ontving Andersen haar bachelordiploma aan de Mount Holyoke College in South Hadley. Kort daarna begon ze aan haar studie medicijnen aan de Johns Hopkins-universiteit in Baltimore. Haar eerste onderzoeken voerde ze uit onder Florence Rena Sabin (1871-1953), een vooraanstaande onderzoekster in de Verenigde Staten. Later specialiseerde ze zich op de embryologie en long- en hartziekten bij zuigelingen. In 1926 behaalde ze mastergraad (M.D.).
Andersen gaf anatomieles op de Universiteit van Rochester voordat ze naar de medische faculteit ging van de Columbia-universiteit en vanaf 1935 werd patholoog aan het kinderziekenhuis van het Columbia-Presbyterian Medical Center.

## Werk
In 1938 publiceerde Andersen een artikel in het "American Journal of Diseases of Children" waarin ze voor het eerst de term "cystic fibrosis van de pancreas" gebruikte en zij de kernmerken van de taaislijmziekte beschreef inclusief de wijze waarop deze ziekte in de alvleesklier, de longen en spijsvertering openbaarde. Ze uitte daarbij de veronderstelling dat cystische fibrose een recessief erfelijke ziekte is. Andersen had door dat de ziekte met de alvleesklier (pancreas) te maken had en was de eerste arts die kinderen met taaislijmziekte behandelde met alvleesklierenzymen als geneesmiddel.
Later, in de jaren veertig droeg ze bij aan de training van hartchirurgen. Ook was ze bekend van haar baandoorbrekende onderzoeken naar voeding. Ze overleed op 3 maart 1963 in haar New Yorks ziekenhuis aan longkanker; ze was gedurende haar hele leven een zware roker geweest.

## Erkenning
Andersen was erelid van de "American Academy of Pediatrics" en erevoorzitter van de "National Fibrosis Research Foundation". Ze ontving talrijke onderscheidingen voor haar werk, waaronder de "Elizabeth Blackwell Award" (1935), de "E. Mead Johnson Award" (1939), de "Borden Award for Research in Nutrition" en de "Distinguished Service Medal" van de Columbia-Presbyterian Medical Center (1963). Voor haar wetenschappelijk werk werd postuum in 2002 opgenomen in de "National Women's Hall of Fame".